# Hyleorus nudinerva
Hyleorus nudinerva là một loài ruồi trong họ Tachinidae.